# Eduard Georgevich Bagritsky
Eduard Georgevich Bagritsky (tiếng Nga: Эдуа́рд Гео́ргиевич Багри́цкий, họ thật là Dzyubin, 22 tháng 10 năm 1895 – 16 tháng 2 năm 1934) – nhà thơ, dịch giả, nhà viết kịch Nga.

## Tiểu sử
Eduard Bagritsky sinh ở Odessa, trong một gia đình tư sản Do Thái với truyền thống tôn giáo rất nghiêm khắc. Bố mẹ muốn Eduard trở thành một kỹ sư hay bác sĩ nhưng Eduard thì lại mê say chất nghệ sĩ từ nhỏ. Từ năm 1915 lấy bút danh Eduard Bagritsky và bút danh tên phụ nữ Nina Voskresenskaya, bắt đầu in thơ trên các báo, tạp chí ở Odessa và trở thành nhà thơ nổi tiếng nhất trong số những nhà thơ trẻ của Odessa, những người sau này đã trở thành những nhà thơ, nhà văn lớn của Liên Xô như Semen Isaakovich Kirsanov, Vera Mikhaylovna Inber, Yuri Olesha...
Năm 1918 tình nguyện gia nhập Hồng quân, làm chính trị viên và viết nhiều thơ tuyên truyền trong thời kỳ Nội chiến. Sau chiến tranh làm việc tại chi nhánh điện báo Nga ở Ukraina. In ở các báo và tạp chí Odessa với các bút danh: "Некто Вася", "Нина Воскресенская", "Рабкор Горцев".
Năm 1925 Bagritsky đến Moskva, trở thành thành viên của nhóm văn chương Перевал. Năm 1928 in tập thơ Tây Nam (Юго-запад), năm 1932 in tập thứ 2 Người chiến thắng (Победители). Năm 1930 gia nhập Hội các nhà thơ vô sản Nga (РАПП) và sống ở Ngôi nhà Hợp tác xã Văn (Дом писательского кооператива) nổi tiếng ở Moskva. Ngoài sáng tác, ông còn dịch nhiều tác phẩm của các nhà thơ lớn của thế giới.
Từ năm 1930 ông bị bệnh suyễn (Asthma) hành hạ. Eduard Bagritsky mất ngày 16 tháng 2 năm 1934 ở Moskva. Vợ ông bị bắt đi cải tạo năm 1937 và đến năm 1957 mới được trở về đời thường. Con trai ông cũng hy sinh ngoài mặt trận năm 1942.

## Tác phẩm
- 1918, 1926 — «Птицелов»
- 1918, 1922, 1926 — «Тиль Уленшпигель»
- 1926 — «Дума про Опанаса» (Tây Nam)
- 1927 — «Контрабандисты». Положено на музыку Леонидом Утёсовым, Виктором Берковским и другими бардами.
- 1927 — «От черного хлеба и верной жены»
- 1932 — «Смерть пионерки»
- 1932 — «Последняя ночь» (Người chiến thắng)

## Một bài thơ
| VỀ NGƯỜI YÊU CHIM HỌA MI Tôi yêu anh Còn anh thì yêu những con họa mi nào đấy... Anh không biết rằng tôi không hề có lỗi Rằng tôi yêu anh Không búng, không huýt, thậm chí không lời nói Anh thật khó mà hiểu nổi Sao con người lại có thể yêu anh Từ bấy đến giờ yêu anh chỉ những con chim. Anh dấu yêu! Hãy để cho tôi được ôm anh Nhìn những mũi tên của bờ mi rủ xuống Kể với anh về những đau khổ của tình. Tôi biết anh sẽ hỏi tôi: "Thế ở đâu cái đuôi của em? Mỏ của em? Và ở đâu rồi đôi cánh?" Anh yêu ơi! Em không phải chim họa mi, chích chòe không phải chim sáo hét... Anh hãy yêu em – yêu CÔ GÁI ĐẸP hỡi NGƯỜI GIỐNG CHIM và còi cọc... Anh yêu dấu của em!" Bản dịch của Nguyễn Viết Thắng | О ЛЮБИТЕЛЕ СОЛОВЬЕВ Я в него влюблена, А он любит каких-то соловьев... Он не знает, что не моя вина, То, что я в него влюблена Без щелканья, без свиста и даже без слов. Ему трудно понять, Как его может полюбить человек: До сих пор его любили только соловьи. Милый! Дай мне тебя обнять, Увидеть стрелы опущенных век, Рассказать о муках любви. Я знаю, он меня спросит: «А где твой хвост? Где твой клюв? Где у тебя прицеплены крылья?»— «Мой милый! Я не соловей, не славка, не дрозд... Полюби меня — ДЕВУШКУ, ПТИЦЕПОДОБНЫЙ и хилый... Мой милый!» |